# Tipula virgulata
Tipula virgulata är en tvåvingeart som beskrevs av Samuel Wendell Williston  1900. Tipula virgulata ingår i släktet Tipula och familjen storharkrankar. Inga underarter finns listade i Catalogue of Life.